# Pokal Nogometne zveze Slovenije 1997-1998
La Pokal Nogometne zveze Slovenije 1997./98. (in lingua italiana: Coppa della federazione calcistica slovena 1997-98) fu la settima edizione della coppa nazionale di calcio della Repubblica di Slovenia.
Vi parteciparono tutte le squadre slovene. Nei primi turni si sfidarono le squadre minori, quelle nelle associazioni inter-comunali (MNZ, "Medobčinske nogometne zveze"), fino ad arrivare alla fase finale, con l'entrata dei club della 1. SNL 1996-1997, dai sedicesimi di finale in poi.
A vincere fu il Rudar Velenje, al suo primo titolo nella competizione.

Questo successo diede ai nero-verdi l'accesso alla Coppa delle Coppe 1998-1999.

## Partecipanti
Le 10 squadre della 1. SNL 1996-1997 sono ammesse di diritto. Gli altri 22 posti sono stati assegnati attraverso le coppe inter-comunali.
| Ammesse di diritto                                                                                                   | Coppe inter–comunali | Coppe inter–comunali | Coppe inter–comunali | Coppe inter–comunali |
| Ammesse di diritto                                                                                                   | Associazione         | Squadre              | Squadre              | Squadre              |
| --- | -------------------- | -------------------- | -------------------- | -------------------- |
| - Beltinci - Celje - Gorica - Koper - Korotan Prevalje - Maribor - Mura - Olimpia Lubiana - Primorje - Rudar Velenje | MNZ Lubiana          | Elan                 | Slavija Vevče        | Domžale              |
| - Beltinci - Celje - Gorica - Koper - Korotan Prevalje - Maribor - Mura - Olimpia Lubiana - Primorje - Rudar Velenje | MNZ Maribor          | Železničar Maribor   | Dravograd            | Pohorje              |
| - Beltinci - Celje - Gorica - Koper - Korotan Prevalje - Maribor - Mura - Olimpia Lubiana - Primorje - Rudar Velenje | MNZ Celje            | Šentjur              | Dravinja             |                      |
| - Beltinci - Celje - Gorica - Koper - Korotan Prevalje - Maribor - Mura - Olimpia Lubiana - Primorje - Rudar Velenje | MNZ Capodistria      | Ilirska Bistrica     | Branik Šmarje        |                      |
| - Beltinci - Celje - Gorica - Koper - Korotan Prevalje - Maribor - Mura - Olimpia Lubiana - Primorje - Rudar Velenje | MNZ Nova Gorica      | Renče                | Idrija               |                      |
| - Beltinci - Celje - Gorica - Koper - Korotan Prevalje - Maribor - Mura - Olimpia Lubiana - Primorje - Rudar Velenje | MNZ Murska Sobota    | Goričanka Rogašovci  | Bakovci              | Serdica              |
| - Beltinci - Celje - Gorica - Koper - Korotan Prevalje - Maribor - Mura - Olimpia Lubiana - Primorje - Rudar Velenje | MNZ Lendava          | Nafta                | Turnišče             |                      |
| - Beltinci - Celje - Gorica - Koper - Korotan Prevalje - Maribor - Mura - Olimpia Lubiana - Primorje - Rudar Velenje | MNZ Goreniska-Kranj  | Triglav              | Lesce                |                      |
| - Beltinci - Celje - Gorica - Koper - Korotan Prevalje - Maribor - Mura - Olimpia Lubiana - Primorje - Rudar Velenje | MNZ Ptuj             | Drava Ptuj           | Aluminij             | Dornava              |

## Sedicesimi di finale
| Squadra 1           | Risultato             | Squadra 2        |
| ------------------- | --------------------- | ---------------- |
| Nafta               | 0 – 1                 | Korotan Prevalje |
| Pohorje             | 0 – 2                 | Gorica           |
| Domžale             | 0 – 2                 | Beltinci         |
| Bakovci             | 0 – 2                 | Maribor          |
| Šentjur             | 1 – 4                 | Olimpia Lubiana  |
| Turnišče            | 1 – 7                 | Celje            |
| Aluminij            | 0 – 5                 | Slavija Vevče    |
| Drava Ptuj          | 0 – 0 (dts) (5-6 dtr) | Primorje         |
| Dravinja            | 0 – 6                 | Mura             |
| Branik Šmarje       | 0 – 3                 | Rudar Velenje    |
| Triglav             | 8 – 0                 | Serdica          |
| Železničar Maribor  | 3 – 0                 | Idrija           |
| Koper               | 0 – 1                 | Dravograd        |
| Goričanka Rogašovci | 4 – 1                 | Renče            |
| Ilirska Bistrica    | 0 – 0 (dts) (3-5 dtr) | Lesce            |
| Dornava             | 0 – 1                 | Elan             |

## Ottavi di finale
| Squadra 1           | Risultato | Squadra 2        |
| ------------------- | --------- | ---------------- |
| Dravograd           | 1 – 2     | Primorje         |
| Triglav             | 0 – 1     | Rudar Velenje    |
| Železničar Maribor  | 0 – 1     | Slavija Vevče    |
| Elan                | 1 – 0     | Beltinci         |
| Celje               | 5 – 4     | Gorica           |
| Goričanka Rogašovci | 2 – 6     | Olimpia Lubiana  |
| Lesce               | 0 – 6     | Mura             |
| Maribor             | 2 – 1     | Korotan Prevalje |

## Quarti di finale
| Squadra 1     | Totale      | Squadra 2       | Andata | Ritorno |
| ------------- | ----------- | --------------- | ------ | ------- |
| Elan          | 1 – 0       | Celje           | 1 – 0  | 0 – 0   |
| Mura          | 5 – 1       | Maribor         | 5 – 0  | 0 – 1   |
| Rudar Velenje | 5 – 0       | Slavija Vevče   | 2 – 0  | 3 – 0   |
| Primorje      | 2 – 2 (gfc) | Olimpia Lubiana | 1 – 0  | 1 – 2   |

## Semifinali
| Squadra 1 | Totale | Squadra 2     | Andata | Ritorno |
| --------- | ------ | ------------- | ------ | ------- |
| Elan      | 2 – 7  | Primorje      | 2 – 2  | 0 – 5   |
| Mura      | 2 – 4  | Rudar Velenje | 0 – 1  | 2 – 3   |

## Finale
| Squadra 1 | Totale | Squadra 2     | Andata | Ritorno |
| --------- | ------ | ------------- | ------ | ------- |
| Primorje  | 2 – 4  | Rudar Velenje | 2 – 1  | 0 – 3   |

### Andata
| Arbitro: | Ivan Žunič |

|                    |           |              |
| Ipavec 7’ Lučić 9’ | Marcatori | 76’ Pavlović |

### Ritorno
| Arbitro: | Milan Mitrovič |

|                              |           |  |
| Vidojević 5’, 56’ Purg 90+3’ | Marcatori |  |